# (14077) Volfango
(14077) Volfango ist ein Asteroid des Hauptgürtels, der am 9. August 1996 vom italienischen Astronomen Antonio Vagnozzi am Santa Lucia Stroncone-Observatorium (IAU-Code 589) in Stroncone in der Region Umbrien, circa 6 km südlich der Stadt Terni entdeckt wurde.
Der Asteroid gehört zur Hygiea-Familie, einer eher älteren Gruppe von Asteroiden, wie vermutet wird, deren größtes Mitglied der Asteroid (10) Hygiea ist.
Der Himmelskörper wurde am 21. März 2008 nach dem italienischen Leichtathleten Wolfango Montanari (1931–2021) benannt, der bei den Olympischen Sommerspielen 1952 in Helsinki im Wettkampf über 100 Meter teilnahm und erfolgreich bei den Mittelmeerspielen in Alexandria (1951) und Barcelona (1955) mitwirkte.